# Conus delessertii
Conus delessertii е вид охлюв от семейство Conidae. Възникнал е преди около 2,59 млн. години по времето на периода неоген. Видът не е застрашен от изчезване.

## Разпространение и местообитание
Разпространен е в Бермудски острови, Мексико (Веракрус, Кампече, Табаско, Тамаулипас и Юкатан) и САЩ (Алабама, Джорджия, Луизиана, Мисисипи, Северна Каролина, Тексас, Флорида и Южна Каролина).
Обитава крайбрежията и пясъчните дъна на заливи. Среща се на дълбочина от 18 до 137 m, при температура на водата от 18 до 26,4 °C и соленост 34,6 – 36,4 ‰.